# Machimus albiventris
Machimus albiventris är en tvåvingeart som beskrevs av Villeneuve 1959. Machimus albiventris ingår i släktet Machimus och familjen rovflugor. Inga underarter finns listade i Catalogue of Life.